# Jean de la Grolaye de Villiers
Jean de la Grolaye de Villiers, também conhecido como Jean Bilhères de Lagraulas (Gasconha, 1434/1439 - Roma, 6 de agosto de 1499) foi um cardeal do século XV.

## Primeiros anos
Nasceu em Gasconha em 1434/1439. De uma família nobre. Seu pai foi o signeur de Lagraulas, Camicas e, provavelmente, Billères. Seu sobrenome também está listado como Villiers de la Grolaie, a forma francesa de seu nome; e como Villary. Ele foi chamado de Cardeal de Saint-Denis.

## Educação
Entrou na Ordem de São Bento (Beneditinos) ainda jovem. (Nenhuma informação educacional adicional encontrada).

## Sacerdócio
Ordenado (nenhuma informação adicional encontrada). Abade de Saint-Michel de Pessan, diocese de Auch, em 1473. Conselheiro real do rei Luís XI da França. Após a morte do conde Jean V de Armagnac, os quatro vales de Aure, Magnoac, Neste e Barousse hesitaram em reconhecer um novo maitre ; Jean V deu os vales à irmã; os seus interesses e história atraíram os vales para França mas o rei de Aragão, tentando obter a sua lealdade, ofereceu-lhes inúmeras vantagens; o rei enviou o abade Bilères aos vales para convencê-los a permanecer leais à França e repudiar os avanços do rei aragonês; ele teve sucesso em sua missão; em reconhecimento, o rei Luís XI o elegeu para a sé de Lombès.

## Episcopado
Eleito bispo de Lombès em 5 de julho de 1473; manteve a sé até dois dias antes de sua morte, quando renunciou em favor de seu sobrinho Denis de Villiers. Consagrado (nenhuma informação encontrada). O rei francês nomeou-o administrador temporário da abadia de Saint-Denis, perto de Paris; O Papa Sisto IV queria nomear o Cardeal Guillaume d'Estouteville como abade, mas o Rei Luís XI opôs-se a esta nomeação; O abade Bilhères contou com o apoio dos monges professores ou alunos do Collége de Saint-Denis da Universidade de Paris em 1º de maio de 1474; e foi eleito por unanimidade, com permissão real, em 12 de maio de 1474 (1) ; o papa recebeu a eleição com frieza e reteve a sua ratificação durante vários meses; finalmente o reconheceu em meados de 1475. Embaixador do rei Luís XI perante o rei Fernando V de Aragão e Isabel I de Castela em 1477; concluiu com sucesso as difíceis negociações e um tratado foi assinado em San Juan de la Luz em 2 de outubro de 1475. Abade comendador de Saint-Quentin de Beauvais. Após a morte do rei Luís XI, a regente o admitiu em seus conselhos e, em 1483, nomeou-o presidente da Court des Aides. Deputado do clero francês, foi presidente dos États Généraux de Tours em 1485. Foi várias vezes guarda interino dos sceaux de France . Nomeado presidente do Echiquier da Normandia pelo rei Carlos VIII a partir de 1485. Em 1489, compareceu, junto com os pares e os grandes do reino, ao parlamento ao qual o rei Carlos VIII mandou citar os duques de Orléans e da Bretanha para explicar sua conduta. Embaixador do rei Carlos VIII da França na Alemanha; ele estipulou em Frankfurt a paz com Maximiliano, rei dos romanos, filho do Sacro Imperador Romano Frederico III. Embaixador francês em Roma em 1491. Nomeado coadjutor do bispo Louis de Rochechouart de Santes, de 2 de dezembro de 1491 até agosto de 1492; ele não o sucedeu. Governador de Roma antes da morte do Papa Inocêncio VIII. O rei da França recomendou a sua promoção ao cardinalato. Comendador do mosteiro agostiniano de Saint-Martin de Nevers; renunciou em 27 de novembro de 1495. Comendador do mosteiro de Luxeuil, arquidiocese de Besançon; renunciou em 27 de maio de 1496. Abade comendador do mosteiro beneditino de Tournus, diocese de Châlons-sur-Marne; renunciou em 16 de maio de 1498. Abade comendador de Mas-Garnier, arquidiocese de Toulouse; renunciou em 3 de agosto de 1498.

## Cardinalato
Criado cardeal sacerdote no consistório de 20 de setembro de 1493; recebeu o chapéu vermelho e o título de S. Sabina, em 23 de setembro de 1493. Acompanhou o rei Carlos VIII em sua entrada em Roma, em 31 de dezembro de 1494. Enviado pelo rei francês em 19 de maio de 1495 para negociar com o papa Alexandre VI; a missão não teve sucesso. Acompanhou o rei francês em 1º de junho de 1495 na travessia deste para Roma. Nomeado bispo comendador de Preservativo, 26 de outubro de 1496; manteve a sé até sua morte. Nomeado bispo de Viviers em comenda em 14 de fevereiro de 1498; manteve a sé até sua morte. Encomendou a Michelangelo em 1498 a escultura da estátua de La Pietà para a capela de S. Petronila, dos reis da França, na gruta da basílica do Vaticano; a estátua foi transferida em 1749 para a primeira capela da nave direita da basílica patriarcal do Vaticano.
Morreu em Roma em 6 de agosto de 1499. Sepultado na capela de S. Petronila na basílica patriarcal do Vaticano, Roma; seu mausoléu foi construído por seus executores em 1500.